# Les Enfants du capitaine Trapp
Les Enfants du capitaine Trapp (トラップ一家物語, Torappu Ikka Monogatari, litt. « L'histoire de la famille Trapp ») est une série d'animation japonaise réalisée par Nippon Animation en 1991. Elle est inspirée de la biographie familiale de Maria Augusta Trapp, La Famille des chanteurs Trapp.
En France, la série a été diffusée dans l'émission Les Minikeums à partir du 8 novembre 1995 sur France 3. 

## Synopsis
Pendant 40 épisodes, nous suivrons la jeune Maria qui s’apprête à devenir religieuse. Elle est recueillie dans une église. Pendant quelques jours, elle fait de son mieux pour s'adapter mais elle se révèle très maladroite. Cependant, Maria ne s'en fait pas. Sa vie basculera lorsqu'elle rencontrera le Capitaine Trapp avec ses sept enfants.

## Fiche technique
- Titre original : Trapp Ikka Monogatari
- Titre français : Les Enfants du capitaine Trapp
- Pays : Japon
- Réalisation : Kôzô Kusuha
- Scénario : Ayo Shiroya
- Direction artistique : Shigeru Morimoto
- Production : Ryûji Matsudo
- Conception des personnages : Shuichi Seki
- Musique : Shinsuke Kazato
- Studio d'animation : Nippon Animation
- Nombre d'épisodes : 40
- Durée : 25 minutes
- Dates de première diffusion : janvier 1991

## Épisodes
1. L'arrivée au couvent (私、修道女志願です, Watashi, shūdōjo shigan desu?)
2. Une deuxième chance (シスターとしての未来, Shisutā to shiteno mirai?)
3. On fait les présentations (艦長と７人の子供たち, Kanchō to 7 nin no kodomotachi?)
4. Celle qu'on n'attendait plus (２６人目の家庭教師, 26 hitome no kateikyōshi?)
5. Retour en arrière (マリアは騒ぎの張本人, Maria ha sawagi no chōhonnin?)
6. Johanna a disparu (迷子とはらぺこ騒動, Maigo to harapeko sōdō?)
7. Comment apprivoiser les enfants (大人は信じられない, Otona ha shinji rarenai?)
8. Le bon exemple (トラップ男爵の婚約者？, Torappu-danshaku no konyakusha??)
9. La fiancée du baron (礼儀作法が大事です！？, Reigisahō ga daiji desu!??)
10. Une machine à coudre et un violon (ミシンとヴァイオリン, Mishin to vaiorin?)
11. Une démarche à la campagne (どろんこ遊びは最高！, Doronko asobi ha saikō!?)
12. Le gâteau au chocolat (マリア風チョコレートケーキ, Maria kaze chokorētokēki?)
13. Un cœur brisé (ドン・キホーテの初恋, Don Kihōte no hatsukoi?)
14. La statuette cassée (オルゴールの秘密, Orugōru no himitsu?)
15. Nicolette s'est noyée (マルティナと熊のニコラ, Marutina to kuma no Nikora?)
16. Maria, revenez ! (マリア先生がいない家, Maria-sensei gainai ie?)
17. Werner et la faon (傷ついた子鹿, Kizutsu ita kojika?)
18. Fanfan la Tulipe (生きとし生けるもの, Iki to shīkeru mono?)
19. Le retour de Natacha (イヴォンヌ姫のお土産, Ivonnu-hime no omiyage?)
20. Personne n'est blessé ? (それぞれの人生, Sorezore no jinsei?)
21. Le baron s'est enfin décidé (トラップ男爵の決断, Torappu-danshaku no ketsudan?)
22. La fugue d'Edwige (１人で生きてゆける？, 1 nin de iki teyukeru??)
23. Préparatifs de Noël (天使への願い事, Tenshi he no negaigoto?)
24. Joyeux Noël (クリスマス・キャロル, Kurisumasu Kyaroru?)
25. Les sports d'hiver (白銀のアルプスにて, Hakugin no Arupusu nite?)
26. Une orange et une rose des Alpes (オレンジと花の苗, Orenji to hana no nae?)
27. De vieux souvenirs (昨日・今日・明日, Kinō; kyō; ashita?)
28. Agathe et ses bêtises (いたずらアガーテ, Itazura Agāte?)
29. Une épouse et une mère (妻になる人、母になる人, Tsuma ninaru nin, haha ninaru nin?)
30. La demande en mariage (結婚してくれますね！？, Kekkon shitekuremasune!??)
31. La période de réflexion (神様の思し召し, Kami-sama no oboshi meshi?)
32. Le mariage (七月の花嫁, Shichigatsu no hanayome?)
33. Une si jolie famille (本当の家族, Hontō no kazoku?)
34. Le concours de chant (ファミリー合唱団誕生, Famirī gasshōdan tanjō?)
35. Un heureux événement (歌声は風にのって, Utagoe ha kaze ninotte?)
36. L'honneur est sauf (ナチス侵攻, Nachisu shinkō?)
37. Un régime sec (あたらしいご挨拶, Atarashīgo aisatsu?)
38. C'est la célébrité (ハンスの秘密, Hansu no himitsu?)
39. La fin d'une époque (誇りと信念, Hokori to shinnen?)
40. Un nouveau départ (さようならわが祖国, Sayōnara waga sokoku?)

## Distribution
| Personnages     | Personnages     | Voix japonaises | Voix françaises        |
| --------------- | --------------- | --------------- | ---------------------- |
| Maria Kutschera | Maria Kutschera | Masako Katsuki  | Sylvie Jacob           |
| Johanna         | Johanna         | Hiromi Ishikawa | Naiké Fauveau-Mellerin |
| Edwige          | Edwige          | Maria Kawamura  | Naiké Fauveau-Mellerin |
| Anna            | Anna            |                 | Frédérique Wojcik      |
| Nicolette       | Nicolette       |                 | Sylvie Jacob           |
| Werner          | Werner          | Yōko Matsuoka   | Naiké Fauveau-Mellerin |
| la Baronne      | la Baronne      | Toshiko Fujita  | Claude Chantal         |
| Ruper           | Ruper           | Shinobu Adachi  | Jane Val               |